# 다이안 프랭클린

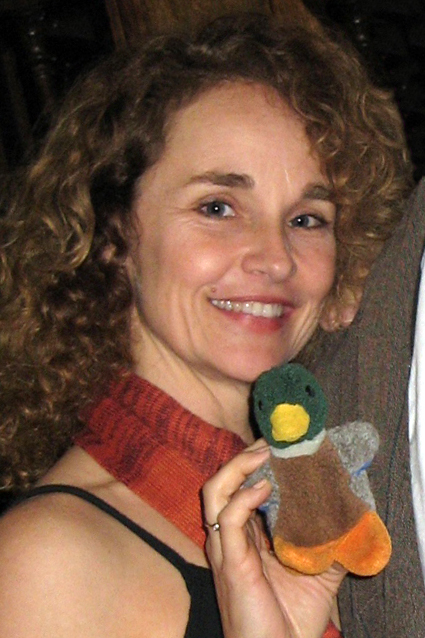
2009년 모습

다이앤 프랭클린(Diane Franklin, 1962년 2월 11일 ~ )은 미국의 배우, 제작자, 모델이다.

## 출연 작품

### 영화
- 아미티빌 2 (1982)
- 라스트 버진 (1982)
- 작은 사랑의 기적 (1985)
- 테러비전 (1986)
- 상아탑 정복 작전 (1989)

### 텔레비전
- 제시카의 추리극장 (1991)